# 澳大利亚广场
澳大利亚广场（英語：Australia Square）是澳大利亚悉尼中心商务区的一座集办公和商业为一体的建筑，其地址为悉尼乔治大街264号。

## 历史
建筑设计师为哈里·塞德勒（Harry Seidler）及其合作人。如今，它是悉尼地标性建筑，并被认为是澳大利亚建筑的象征。其最突出的特征为从落成的1967年到1976年之间其塔楼为悉尼最高建筑。
澳大利亚广场由GTP集团拥有。1967年由于其创新和吸引人的设计而获得约翰·萨尔曼爵士勋章（Sir John Sulman Medal）。1990年代中期，该建筑被完全翻新。2003年进行了另一个耗值1,100万美元的整修方案，其中包括更换所有公共区域的铺路石、新的照明系统及户外桌子。

## 塔楼
建筑的正式名称为塔楼（Tower Building），在其落成的时候为世界上最高的轻质混凝土建筑。建筑高度约为170米，最初的设计为58层，后来减为50层。47楼为旋转餐厅，48楼为观景台。建筑包括了悉尼最大的地下停车场，可容纳400辆车。